# Loftusia
Loftusia es un género de foraminífero bentónico de la familia Loftusiidae, de la superfamilia Loftusioidea, del suborden Loftusiina y del orden Loftusiida. Su especie tipo es Loftusia persica. Su rango cronoestratigráfico abarca el Maastrichtiense (Cretácico superior).

## Discusión
Clasificaciones previas incluían Loftusia en el suborden Textulariina del orden Textulariida o en el orden Lituolida.

## Clasificación
Loftusia incluye a las siguientes especies:
- Loftusia anatolica †
- Loftusia arabica †
- Loftusia baykali †
- Loftusia bemmeleni †
- Loftusia columbiana †
- Loftusia coxi †
- Loftusia farsensis †
- Loftusia kahtaensis †
- Loftusia ketini †
- Loftusia matsumarui †
- Loftusia minor †
- Loftusia morgani †
- Loftusia oktayi †
- Loftusia persica †
- Loftusia turcica †